# Fluorure de phosphoryle
Le fluorure de phosphoryle est un composé chimique de formule POF3. Il s'agit d'un gaz incolore à l'odeur âcre qui fume légèrement dans l'air. On peut l'obtenir en faisant réagir du trichlorure de phosphoryle POCl3 avec du fluorure d'hydrogène HF à 65 °C en présence de pentachlorure d'antimoine SbCl5 comme catalyseur :
POCl3 + 3 HF → POF3 + 3 HCl
Des agents de fluoration tels que le fluorure de zinc ZnF2, le fluorure de plomb(II) PbF2 ou le fluorure d'argent(I) AgF peuvent également être utilisés avec le trichlorure de phosphoryle.
Le fluorure de phosphoryle s'hydrolyse en donnant successivement l'acide difluorophosphorique HPO2F2, l'acide fluorophosphorique H2PO3F et l'acide phosphorique H3PO4 :
POF3 + H2O → HF + HPO2F2 ;
HPO2F2 + H2O → HF + H2PO3F ;
H2PO3F + H2O → HF + H3PO4.